# Cinquième circonscription du Pas-de-Calais
La cinquième circonscription du Pas-de-Calais est l'une des douze circonscriptions législatives françaises que compte le département du Pas-de-Calais.

## Description géographique et démographique

### De 1958 à 1986
Dans le découpage électoral de 1958, la cinquième circonscription du Pas-de-Calais était composée des cantons suivants :
- canton de Boulogne-sur-Mer-Sud,
- canton de Desvres,
- canton de Samer.

### De 1986 à 2010
Dans le découpage électoral de la loi no 86-1197 du 24 novembre 1986
, la circonscription regroupe les cantons suivants :
- canton de Boulogne-sur-Mer-Sud,
- canton du Portel,
- canton d'Outreau,
- canton de Samer.

### Depuis 2010
À la suite du redécoupage des circonscriptions législatives françaises de 2010, induit par l'ordonnance no 2009-935 du 29 juillet 2009, ratifiée par le Parlement français le 21 janvier 2010, la cinquième circonscription du Pas-de-Calais regroupe les six divisions administratives suivantes :
- canton de Boulogne-sur-Mer-Nord-Est,
- canton de Boulogne-sur-Mer-Nord-Ouest,
- canton de Boulogne-sur-Mer-Sud,
- canton du Portel,
- canton d'Outreau,
- canton de Samer.

Ce regroupement de divisions administratives (cantons) est celui en vigueur pour les élections législatives de 2022.
D'après le recensement de la population en 2019, réalisé par l'Institut national de la statistique et des études économiques (INSEE), la population de cette circonscription est de 119 844 habitants,.

## Historique des députations
| Législature | Début de mandat   | Fin de mandat     | Député             | Parti politique | Observations |
| ----------- | ----------------- | ----------------- | ------------------ | --------------- | --- |
| Ire         | 9 décembre 1958   | 9 octobre 1962    | Jeannil Dumortier  | SFIO            | Mandat écourté à la suite d'une dissolution parlementaire décidée par Charles de Gaulle. |
| IIe         | 6 décembre 1962   | 2 avril 1967      | Jeannil Dumortier  | SFIO            | |
| IIIe        | 3 avril 1967      | 30 mai 1968       | Jeannil Dumortier  | FGDS            | Mandat écourté à la suite d'une dissolution parlementaire décidée par Charles de Gaulle. |
| IVe         | 11 juillet 1968   | 1er avril 1973    | Jeannil Dumortier  | FGDS            | |
| Ve          | 2 avril 1973      | 2 avril 1978      | Jean Bardol        | PCF             | |
| VIe         | 3 avril 1978      | 22 mai 1981       | Jean Bardol        | PCF             | Mandat écourté à la suite d'une dissolution parlementaire décidée par François Mitterrand. |
| VIIe        | 2 juillet 1981    | 1er avril 1986    | Guy Lengagne       | PS              | |
| VIIIe       | 2 avril 1986      | 14 mai 1988       | Aucun              | Aucun           | Proportionnelle par département, pas de député par circonscription Proportionnelle par département, pas de député par circonscription. Mandat écourté à la suite d'une dissolution parlementaire décidée par François Mitterrand. |
| IXe         | 23 juin 1988      | 1er avril 1993    | Guy Lengagne       | PS              | |
| Xe          | 2 avril 1993      | 21 avril 1997     | Jean-Pierre Pont,  | UDF,            | Mandat écourté à la suite d'une dissolution parlementaire décidée par Jacques Chirac. |
| XIe         | 12 juin 1997      | 18 juin 2002      | Guy Lengagne,      | PS,             | |
| XIIe        | 19 juin 2002      | 19 juin 2007      | Guy Lengagne,      | PS,             | |
| XIIIe       | 20 juin 2007      | 16 juin 2012      | Frédéric Cuvillier | PS              | Nommé au Gouvernement, il est brièvement remplacé par sa suppléante. |
| XIIIe       | 17 juin 2012      | 19 juin 2012      | Thérèse Guilbert   | PS              | Nommé au Gouvernement, il est brièvement remplacé par sa suppléante. |
| XIVe        | 20 juin 2012      | 21 juillet 2012   | Frédéric Cuvillier | PS              | Remplacé par sa suppléante en tant que membre du Gouvernement. |
| XIVe        | 22 juillet 2012   | 26 septembre 2014 | Thérèse Guilbert   | PS              | Remplacé par sa suppléante en tant que membre du Gouvernement. |
| XIVe        | 27 septembre 2014 | 20 juin 2017      | Frédéric Cuvillier | PS              | Remplacé par sa suppléante en tant que membre du Gouvernement. |
| XVe         | 21 juin 2017      | 21 juin 2022      | Jean-Pierre Pont   | LREM            | |
| XVIe        | 22 juin 2022      | 9 juin 2024       | Jean-Pierre Pont   | LREM            | Mandat écourté à la suite d'une dissolution parlementaire décidée par Emmanuel Macron. |
| XVIIe       | 8 juillet 2024    | En cours          | Antoine Golliot    | RN              | |

## Historique des élections

### Élections de 1958
| Candidat       | Candidat              | Parti          | Premier tour | Premier tour | Second tour | Second tour |  |
| Candidat       | Candidat              | Parti          | Voix         | %            | Voix        | %           |  |
| -------------- | --------------------- | -------------- | ------------ | ------------ | ----------- | ----------- |  |
|                | Jeannil Dumortier élu | SFIO           | 14 717       | 36,18        | 16 839      | 41,27       |  |
|                | Auguste Defrance      | PCF            | 8 587        | 21,11        | 8 547       | 20,95       |  |
|                | Henri Bourgain        | MRP            | 7 923        | 19,48        | 15 420      | 37,79       |  |
|                | Albert Mac-Kenna      | UNR            | 4 725        | 11,62        | Retrait     | Retrait     |  |
|                | Jacques Houlliez      | Extrême droite | 3 533        | 8,69         | Retrait     | Retrait     |  |
|                | Jean Bourgain         | UFD            | 1 194        | 2,94         |             |             |  |
|                |                       |                |              |              |             |             |  |
| Inscrits       | Inscrits              | Inscrits       | 50 551       | 100,00       | 50 548      | 100,00      |  |
| Abstentions    | Abstentions           | Abstentions    | 9 058        | 17,92        | 9 016       | 17,84       |  |
| Votants        | Votants               | Votants        | 41 493       | 82,08        | 41 532      | 82,16       |  |
| Blancs et nuls | Blancs et nuls        | Blancs et nuls | 814          | 1,96         | 726         | 1,75        |  |
| Exprimés       | Exprimés              | Exprimés       | 40 679       | 98,04        | 40 806      | 98,25       |  |

Le suppléant de Jeannil Dumortier était Raymond Splingard, conseiller général du canton de Samer, maire d'Outreau.

### Élections de 1962
| Candidat       | Candidat                        | Parti          | Premier tour | Premier tour | Second tour | Second tour |  |
| Candidat       | Candidat                        | Parti          | Voix         | %            | Voix        | %           |  |
| -------------- | ------------------------------- | -------------- | ------------ | ------------ | ----------- | ----------- |  |
|                | Jeannil Dumortier sortant réélu | SFIO           | 13 072       | 35,09        | 22 565      | 57,57       |  |
|                | Robert Meaux                    | UNR-UDT        | 11 110       | 29,82        | 16 630      | 42,43       |  |
|                | Maurice Démaret                 | PCF            | 7 834        | 21,03        | Retrait     | Retrait     |  |
|                | Henri Bourgain                  | MRP            | 5 240        | 14,06        | Retrait     | Retrait     |  |
|                |                                 |                |              |              |             |             |  |
| Inscrits       | Inscrits                        | Inscrits       | 50 912       | 100,00       | 50 931      | 100,00      |  |
| Abstentions    | Abstentions                     | Abstentions    | 12 831       | 25,2         | 10 588      | 20,79       |  |
| Votants        | Votants                         | Votants        | 38 081       | 74,8         | 40 343      | 79,21       |  |
| Blancs et nuls | Blancs et nuls                  | Blancs et nuls | 825          | 2,17         | 1 148       | 2,85        |  |
| Exprimés       | Exprimés                        | Exprimés       | 37 256       | 97,83        | 39 195      | 97,15       |  |

Le suppléant de Jeannil Dumortier était Raymond Splingard.

### Élections de 1967
| Candidat       | Candidat                        | Parti          | Premier tour | Premier tour | Second tour | Second tour |  |
| Candidat       | Candidat                        | Parti          | Voix         | %            | Voix        | %           |  |
| -------------- | ------------------------------- | -------------- | ------------ | ------------ | ----------- | ----------- |  |
|                | Jeannil Dumortier sortant réélu | FGDS (SFIO)    | 13 943       | 32,1         | 25 221      | 59,23       |  |
|                | Robert Meaux                    | UD-Ve          | 13 368       | 30,78        | 17 360      | 40,77       |  |
|                | Jean Bardol                     | PCF            | 12 347       | 28,43        | Retrait     | Retrait     |  |
|                | Roger Hennuyer                  | CD (PDM)       | 3 779        | 8,7          |             |             |  |
|                |                                 |                |              |              |             |             |  |
| Inscrits       | Inscrits                        | Inscrits       | 51 881       | 100,00       | 51 861      | 100,00      |  |
| Abstentions    | Abstentions                     | Abstentions    | 7 719        | 14,88        | 7 903       | 15,24       |  |
| Votants        | Votants                         | Votants        | 44 162       | 85,12        | 43 958      | 84,76       |  |
| Blancs et nuls | Blancs et nuls                  | Blancs et nuls | 725          | 1,64         | 1 377       | 3,13        |  |
| Exprimés       | Exprimés                        | Exprimés       | 43 437       | 98,36        | 42 581      | 96,87       |  |

Le suppléant de Jeannil Dumortier était Raymond Splingard.

### Élections de 1968
| Candidat       | Candidat                        | Parti          | Premier tour | Premier tour | Second tour | Second tour |  |
| Candidat       | Candidat                        | Parti          | Voix         | %            | Voix        | %           |  |
| -------------- | ------------------------------- | -------------- | ------------ | ------------ | ----------- | ----------- |  |
|                | Robert Meaux                    | UDR (URP)      | 14 340       | 32,88        | 20 056      | 46,9        |  |
|                | Jeannil Dumortier sortant réélu | FGDS (SFIO)    | 12 219       | 28,02        | 22 708      | 53,1        |  |
|                | Jean Bardol                     | PCF            | 11 187       | 25,65        | Retrait     | Retrait     |  |
|                | Jacques Houlliez                | RI             | 5 007        | 11,48        |             |             |  |
|                | Lucien Minet                    | PSU            | 859          | 1,97         |             |             |  |
|                |                                 |                |              |              |             |             |  |
| Inscrits       | Inscrits                        | Inscrits       | 51 522       | 100,00       | 51 522      | 100,00      |  |
| Abstentions    | Abstentions                     | Abstentions    | 7 338        | 14,24        | 7 864       | 15,26       |  |
| Votants        | Votants                         | Votants        | 44 184       | 85,76        | 43 658      | 84,74       |  |
| Blancs et nuls | Blancs et nuls                  | Blancs et nuls | 572          | 1,29         | 894         | 2,05        |  |
| Exprimés       | Exprimés                        | Exprimés       | 43 612       | 98,71        | 42 764      | 97,95       |  |

Le suppléant de Jeannil Dumortier était Raymond Splingard.

### Élections de 1973
| Candidat       | Candidat                  | Parti          | Premier tour | Premier tour | Second tour | Second tour |  |
| Candidat       | Candidat                  | Parti          | Voix         | %            | Voix        | %           |  |
| -------------- | ------------------------- | -------------- | ------------ | ------------ | ----------- | ----------- |  |
|                | Jean Bardol élu           | PCF            | 14 392       | 31,66        | 23 875      | 53,89       |  |
|                | Jeannil Dumortier sortant | PS (UGSD)      | 12 907       | 28,39        | Retrait     | Retrait     |  |
|                | Robert Meaux              | UDR (URP)      | 8 982        | 19,76        | 20 427      | 46,11       |  |
|                | Jacques Houlliez          | RI             | 5 003        | 11,01        |             |             |  |
|                | Michel Derouet            | MR             | 2 440        | 5,37         |             |             |  |
|                | Georges Watrin            | Divers         | 927          | 2,04         |             |             |  |
|                | Jean-Claude Patrac        | LO             | 805          | 1,77         |             |             |  |
|                |                           |                |              |              |             |             |  |
| Inscrits       | Inscrits                  | Inscrits       | 54 274       | 100,00       | 54 193      | 100,00      |  |
| Abstentions    | Abstentions               | Abstentions    | 7 970        | 14,68        | 7 748       | 14,3        |  |
| Votants        | Votants                   | Votants        | 46 304       | 85,32        | 46 445      | 85,7        |  |
| Blancs et nuls | Blancs et nuls            | Blancs et nuls | 848          | 1,83         | 2 143       | 4,61        |  |
| Exprimés       | Exprimés                  | Exprimés       | 45 456       | 98,17        | 44 302      | 95,39       |  |

Le suppléant de Jean Bardol était Francis Defrance, instituteur.

### Élections de 1978
| Candidat       | Candidat                  | Parti          | Premier tour | Premier tour | Second tour | Second tour |  |
| Candidat       | Candidat                  | Parti          | Voix         | %            | Voix        | %           |  |
| -------------- | ------------------------- | -------------- | ------------ | ------------ | ----------- | ----------- |  |
|                | Jean Bardol sortant réélu | PCF            | 18 492       | 33,55        | 30 550      | 56,06       |  |
|                | Solange Lehembre          | RPR            | 14 784       | 26,82        | 23 948      | 43,94       |  |
|                | Guy Lengagne              | PS             | 14 091       | 25,56        | Retrait     | Retrait     |  |
|                | Jeannil Dumortier         | PSD            | 4 373        | 7,93         |             |             |  |
|                | Simone Cousin             | Divers droite  | 1 984        | 3,6          |             |             |  |
|                | Achille Chassot           | PSU (FA)       | 685          | 1,24         |             |             |  |
|                | Paulette Devandôme        | LO             | 533          | 0,97         |             |             |  |
|                | Henri Coppin              | UOPDP          | 181          | 0,33         |             |             |  |
|                |                           |                |              |              |             |             |  |
| Inscrits       | Inscrits                  | Inscrits       | 63 969       | 100,00       | 63 957      | 100,00      |  |
| Abstentions    | Abstentions               | Abstentions    | 7 879        | 12,32        | 7 616       | 11,91       |  |
| Votants        | Votants                   | Votants        | 56 090       | 87,68        | 56 341      | 88,09       |  |
| Blancs et nuls | Blancs et nuls            | Blancs et nuls | 967          | 1,72         | 1 843       | 3,27        |  |
| Exprimés       | Exprimés                  | Exprimés       | 55 123       | 98,28        | 54 498      | 96,73       |  |

Le suppléant de Jean Bardol était Francis Defrance.

### Élections de 1981
| Candidat       | Candidat            | Parti          | Premier tour | Premier tour | Second tour | Second tour |  |
| Candidat       | Candidat            | Parti          | Voix         | %            | Voix        | %           |  |
| -------------- | ------------------- | -------------- | ------------ | ------------ | ----------- | ----------- |  |
|                | Guy Lengagne élu    | PS             | 21 490       | 42,42        | 32 463      | 65,88       |  |
|                | Jean Bardol sortant | PCF            | 14 617       | 28,85        | Retrait     | Retrait     |  |
|                | Patrick Bateman     | RPR (UNM)      | 14 551       | 28,72        | 16 810      | 34,12       |  |
|                |                     |                |              |              |             |             |  |
| Inscrits       | Inscrits            | Inscrits       | 66 415       | 100,00       | 66 412      | 100,00      |  |
| Abstentions    | Abstentions         | Abstentions    | 15 139       | 22,79        | 15 616      | 23,51       |  |
| Votants        | Votants             | Votants        | 51 276       | 77,21        | 50 796      | 76,49       |  |
| Blancs et nuls | Blancs et nuls      | Blancs et nuls | 618          | 1,21         | 1 523       | 3           |  |
| Exprimés       | Exprimés            | Exprimés       | 50 658       | 98,79        | 49 273      | 97          |  |

Le suppléant de Guy Lengagne était Michel Sergent, instituteur, conseiller général, maire de Desvres.

### Élections de 1988
| Candidat       | Candidat                   | Parti           | Premier tour | Premier tour | Second tour | Second tour |  |
| Candidat       | Candidat                   | Parti           | Voix         | %            | Voix        | %           |  |
| -------------- | -------------------------- | --------------- | ------------ | ------------ | ----------- | ----------- |  |
|                | Guy Lengagne sortant réélu | PS              | 17 207       | 45,04        | 23 550      | 59,78       |  |
|                | Jean-Pierre Pont           | UDF (CDS) (URC) | 10 758       | 28,16        | 15 846      | 40,22       |  |
|                | Francis Defrance           | PCF             | 6 691        | 17,51        |             |             |  |
|                | Bernard Coulbeuf           | FN              | 3 546        | 9,28         |             |             |  |
|                |                            |                 |              |              |             |             |  |
| Inscrits       | Inscrits                   | Inscrits        | 59 719       | 100,00       | 59 708      | 100,00      |  |
| Abstentions    | Abstentions                | Abstentions     | 20 392       | 34,15        | 18 616      | 31,18       |  |
| Votants        | Votants                    | Votants         | 39 327       | 65,85        | 41 092      | 68,82       |  |
| Blancs et nuls | Blancs et nuls             | Blancs et nuls  | 1 125        | 2,86         | 1 696       | 4,13        |  |
| Exprimés       | Exprimés                   | Exprimés        | 38 202       | 97,14        | 39 396      | 95,87       |  |

Le suppléant de Guy Lengagne était Jean-Marie François, maire d'Outreau.

### Élections de 1993
| Candidat       | Candidat             | Parti          | Premier tour | Premier tour | Second tour | Second tour |  |
| Candidat       | Candidat             | Parti          | Voix         | %            | Voix        | %           |  |
| -------------- | -------------------- | -------------- | ------------ | ------------ | ----------- | ----------- |  |
|                | Guy Lengagne sortant | PS (ADFP)      | 11 383       | 28,81        | 18 792      | 47,99       |  |
|                | Jean-Pierre Pont élu | UDF (CDS)      | 11 316       | 28,64        | 20 367      | 52,01       |  |
|                | Jean-Claude Juda     | PCF            | 6 546        | 16,57        |             |             |  |
|                | Guy Molliens         | FN             | 3 656        | 9,25         |             |             |  |
|                | Jacques Girard       | Divers droite  | 2 673        | 6,77         |             |             |  |
|                | Pierre Geneau        | Les Verts (EÉ) | 1 992        | 5,04         |             |             |  |
|                | Renée Vinet          | LT-LNÉ         | 1 944        | 4,92         |             |             |  |
|                |                      |                |              |              |             |             |  |
| Inscrits       | Inscrits             | Inscrits       | 60 515       | 100,00       | 60 514      | 100,00      |  |
| Abstentions    | Abstentions          | Abstentions    | 18 624       | 30,78        | 18 189      | 30,06       |  |
| Votants        | Votants              | Votants        | 41 891       | 69,22        | 42 325      | 69,94       |  |
| Blancs et nuls | Blancs et nuls       | Blancs et nuls | 2 381        | 5,68         | 3 166       | 7,48        |  |
| Exprimés       | Exprimés             | Exprimés       | 39 510       | 94,32        | 39 159      | 92,52       |  |

Le suppléant de Jean-Pierre Pont était Jean-Max Lebeau, cadre commercial.

### Élections de 1997
| Candidat       | Candidat                 | Parti          | Premier tour | Premier tour | Second tour | Second tour |  |
| Candidat       | Candidat                 | Parti          | Voix         | %            | Voix        | %           |  |
| -------------- | ------------------------ | -------------- | ------------ | ------------ | ----------- | ----------- |  |
|                | Jean-Pierre Pont sortant | UDF (FD)       | 9 823        | 25,03        | 16 930      | 42,65       |  |
|                | Guy Lengagne élu         | diss. PS       | 8 167        | 20,81        | 22 767      | 57,35       |  |
|                | Thérèse Guilbert         | PS             | 6 930        | 17,66        |             |             |  |
|                | Jean-Claude Juda         | PCF            | 5 928        | 15,1         |             |             |  |
|                | Guy Molliens             | FN             | 4 269        | 10,88        |             |             |  |
|                | Marc Bénard              | LO             | 1 352        | 3,44         |             |             |  |
|                | Pierre Genau             | Les Verts      | 1 307        | 3,33         |             |             |  |
|                | Typhaine de Penfentenyo  | LDI (MPF)      | 956          | 2,44         |             |             |  |
|                | Luc Lebrun               | MÉI            | 516          | 1,31         |             |             |  |
|                |                          |                |              |              |             |             |  |
| Inscrits       | Inscrits                 | Inscrits       | 60 807       | 100,00       | 60 802      | 100,00      |  |
| Abstentions    | Abstentions              | Abstentions    | 19 850       | 32,64        | 18 096      | 29,76       |  |
| Votants        | Votants                  | Votants        | 40 957       | 67,36        | 42 706      | 70,24       |  |
| Blancs et nuls | Blancs et nuls           | Blancs et nuls | 1 709        | 4,17         | 3 009       | 7,05        |  |
| Exprimés       | Exprimés                 | Exprimés       | 39 248       | 95,83        | 39 697      | 92,95       |  |

La suppléante de Guy Lengagne était Danielle Deprez, adjointe au maire de Samer. Guy Lengagne était membre du groupe "Radical, citoyen et Vert".

### Élections de 2002
| Candidat       | Candidat                   | Parti                   | Premier tour | Premier tour | Second tour | Second tour |  |
| Candidat       | Candidat                   | Parti                   | Voix         | %            | Voix        | %           |  |
| -------------- | -------------------------- | ----------------------- | ------------ | ------------ | ----------- | ----------- |  |
|                | Guy Lengagne sortant réélu | Divers gauche (PS, PRG) | 11 062       | 29,64        | 17 723      | 50,81       |  |
|                | Jean-Pierre Pont           | UMP                     | 7 996        | 21,42        | 17 155      | 49,19       |  |
|                | Laurent Feutry             | UDF                     | 6 750        | 18,08        |             |             |  |
|                | Jean-Claude Juda           | PCF                     | 3 495        | 9,36         |             |             |  |
|                | Monique Sgard              | FN                      | 3 476        | 9,31         |             |             |  |
|                | Danièle Nuttens            | CPNT                    | 803          | 2,15         |             |             |  |
|                | Frédéric Garet             | Les Verts               | 727          | 1,95         |             |             |  |
|                | Pierre Madelain            | LO                      | 635          | 1,7          |             |             |  |
|                | Stéphane Savard            | LCR                     | 495          | 1,33         |             |             |  |
|                | Éric Legros                | Pôle républicain        | 469          | 1,26         |             |             |  |
|                | Marie-Lyse Demarque        | Divers écologiste       | 423          | 1,13         |             |             |  |
|                | Guy Molliens               | MNR                     | 360          | 0,96         |             |             |  |
|                | Miguel Torres              | MÉI                     | 244          | 0,65         |             |             |  |
|                | Martine Lefébure-Thévenet  | MPF                     | 222          | 0,59         |             |             |  |
|                | Christian Louchez          | Extrême gauche          | 101          | 0,27         |             |             |  |
|                | Manuelle Guastalli         | GÉ                      | 66           | 0,18         |             |             |  |
|                |                            |                         |              |              |             |             |  |
| Inscrits       | Inscrits                   | Inscrits                | 63 022       | 100,00       | 63 020      | 100,00      |  |
| Abstentions    | Abstentions                | Abstentions             | 24 757       | 39,28        | 26 068      | 41,36       |  |
| Votants        | Votants                    | Votants                 | 38 265       | 60,72        | 36 952      | 58,64       |  |
| Blancs et nuls | Blancs et nuls             | Blancs et nuls          | 941          | 2,46         | 2 074       | 5,61        |  |
| Exprimés       | Exprimés                   | Exprimés                | 37 324       | 97,54        | 34 878      | 94,39       |  |

La suppléante de Guy Lengagne était Thérèse Guilbert, maire d'Outreau, conseillère générale du canton d'Outreau, enseignante.

### Élections de 2007
| Candidat       | Candidat               | Parti          | Premier tour | Premier tour | Second tour | Second tour |  |
| Candidat       | Candidat               | Parti          | Voix         | %            | Voix        | %           |  |
| -------------- | ---------------------- | -------------- | ------------ | ------------ | ----------- | ----------- |  |
|                | Frédéric Cuvillier élu | PS             | 15 261       | 39,35        | 23 315      | 62,04       |  |
|                | Annick Valla           | UMP            | 7 446        | 19,20        | 14 266      | 37,96       |  |
|                | Laurent Feutry         | NC             | 5 562        | 14,34        |             |             |  |
|                | Jean-Pierre Pont       | Divers droite  | 3 564        | 9,19         |             |             |  |
|                | Brigitte Passebosc     | PCF            | 2 197        | 5,66         |             |             |  |
|                | Monique Sgard          | FN             | 1 494        | 3,85         |             |             |  |
|                | Philippe Herenguel     | LCR            | 982          | 2,53         |             |             |  |
|                | Max Papyle             | Les Verts      | 692          | 1,78         |             |             |  |
|                | Christine Charlet      | CPNT           | 590          | 1,52         |             |             |  |
|                | François Lecaplain     | LO             | 508          | 1,31         |             |             |  |
|                | Miguel Torrès          | MÉI            | 487          | 1,26         |             |             |  |
|                |                        |                |              |              |             |             |  |
| Inscrits       | Inscrits               | Inscrits       | 64 863       | 100,00       | 64 862      | 100,00      |  |
| Abstentions    | Abstentions            | Abstentions    | 25 339       | 39,07        | 25 663      | 39,57       |  |
| Votants        | Votants                | Votants        | 39 524       | 60,93        | 39 199      | 60,43       |  |
| Blancs et nuls | Blancs et nuls         | Blancs et nuls | 741          | 1,87         | 1 618       | 4,13        |  |
| Exprimés       | Exprimés               | Exprimés       | 38 783       | 98,13        | 37 581      | 95,87       |  |

#### Élections de 2012
|                                   | Frédéric Cuvillier sortant réélu | PS             | 25 202 | 50,66  |  |  |  |
|                                   | Laurent Feutry                   | NC (UMP)       | 11 980 | 24,08  |  |  |  |
|                                   | Antoine Golliot                  | RBM (FN)       | 7 325  | 14,72  |  |  |  |
|                                   | Brigitte Passebosc               | FG (PCF)       | 3 189  | 6,41   |  |  |  |
|                                   | Fanny Puppinck                   | EÉLV (MÉI)     | 1 188  | 2,39   |  |  |  |
|                                   | Nicolas Fournier                 | LO             | 500    | 1,01   |  |  |  |
|                                   | Malika Hamiani                   | AÉI            | 322    | 0,65   |  |  |  |
|                                   | Malick Zeghdoudi                 | MOC            | 44     | 0,09   |  |  |  |
|                                   |                                  |                |        |        |  |  |  |
| Inscrits                          | Inscrits                         | Inscrits       | 89 827 | 100,00 |  |  |  |
| Abstentions                       | Abstentions                      | Abstentions    | 39 393 | 43,85  |  |  |  |
| Votants                           | Votants                          | Votants        | 50 434 | 56,15  |  |  |  |
| Blancs et nuls                    | Blancs et nuls                   | Blancs et nuls | 684    | 1,36   |  |  |  |
| Exprimés                          | Exprimés                         | Exprimés       | 49 750 | 98,64  |  |  |  |
| Source : Ministère de l'Intérieur |                                  |                |        |        |  |  |  |

### Élections de 2017
Les élections législatives de 2017 dans le Pas-de-Calais ont eu lieu les 11 et 18 juin 2017.
|                                                                                |                                                    |                           |                           |                          |                          |
|                                                                                |                                                    | Premier tour 11 juin 2017 | Premier tour 11 juin 2017 | Second tour 18 juin 2017 | Second tour 18 juin 2017 |
|                                                                                |                                                    |                           |                           |                          |                          |
|                                                                                |                                                    | Nombre                    | % des inscrits            | Nombre                   | % des inscrits           |
| Inscrits                                                                       | Inscrits                                           | 78 973                    | 100,00                    | 78 974                   | 100,00                   |
| Abstentions                                                                    | Abstentions                                        | 33 742                    | 52,62                     | 40 926                   | 58,39                    |
| Votants                                                                        | Votants                                            | 45 231                    | 47,38                     | 38 048                   | 41,61                    |
|                                                                                |                                                    |                           | % des votants             |                          | % des votants            |
| Bulletins blancs                                                               | Bulletins blancs                                   | 717                       | 0,90                      | 2 708                    | 3,01                     |
| Bulletins nuls                                                                 | Bulletins nuls                                     | 385                       | 0,43                      | 1 176                    | 1,30                     |
| Suffrages exprimés                                                             | Suffrages exprimés                                 | 41 601                    | 97,42                     | 33 616                   | 89,64                    |
|                                                                                |                                                    |                           |                           |                          |                          |
| Candidat Étiquette politique (partis et alliances)                             | Candidat Étiquette politique (partis et alliances) | Voix                      | % des exprimés            | Voix                     | % des exprimés           |
|                                                                                |                                                    |                           |                           |                          |                          |
|                                                                                | Jean-Pierre Pont La République en marche           | 13 145                    | 31,60                     | 20 515                   | 61,03                    |
|                                                                                | Antoine Golliot Front national                     | 8 789                     | 21,13                     | 13 101                   | 38,97                    |
|                                                                                | Alain Berthault La France insoumise                | 5 776                     | 13,88                     |                          |                          |
|                                                                                | Mireille Hingrez-Céréda Parti socialiste           | 4 400                     | 10,58                     |                          |                          |
|                                                                                | Fabienne Chochois Les Républicains                 | 4 176                     | 10,04                     |                          |                          |
|                                                                                | David Gobe Parti communiste français               | 1 476                     | 3,48                      |                          |                          |
|                                                                                | Cindy Pacques Europe Écologie Les Verts            | 1 418                     | 3,41                      |                          |                          |
|                                                                                | Jacques Lannoy Divers droite                       | 881                       | 2,12                      |                          |                          |
|                                                                                | Vincent Magniez Lutte ouvrière                     | 539                       | 1,29                      |                          |                          |
|                                                                                | Hervé Krach Divers                                 | 398                       | 0,96                      |                          |                          |
|                                                                                | Philippe Morbidelli Divers gauche                  | 265                       | 0,64                      |                          |                          |
|                                                                                | Malika Hamiani Écologiste                          | 205                       | 0,49                      |                          |                          |
|                                                                                | Lilia Ounas Divers                                 | 166                       | 0,40                      |                          |                          |
| Source : Ministère de l'Intérieur - Cinquième circonscription du Pas-de-Calais |                                                    |                           |                           |                          |                          |

### Élections de 2022
Les élections législatives françaises de 2022 se déroulent les dimanches 12 et 19 juin 2022.
| Résultats des élections législatives des 12 et 19 juin 2022 de la 5e circonscription du Pas-de-Calais |                          |                          |                          |              |              |             |             |
| Candidat                                                                                              | Candidat                 | Parti et coalition       | Nuance                   | Premier tour | Premier tour | Second tour | Second tour |
| Candidat                                                                                              | Candidat                 | Parti et coalition       | Nuance                   | Voix         | %            | Voix        | %           |
| | Antoine Golliot          | RN                       | RN                       | 10 691       | 26,86        | 17 370      | 48,97       |
| | Jean-Pierre Pont         | LREM (ENS)               | ENS                      | 9 923        | 24,93        | 18 102      | 51,03       |
| | Mireille Hingrez-Cereda  | PS diss.                 | DVG                      | 7 295        | 18,32        |             |             |
| | Nancy Belart             | LFI (NUPES)              | NUP                      | 7 179        | 18,03        |             |             |
| | Géraldine Delbart        | LR (UDC)                 | DVD                      | 1 461        | 3,67         |             |             |
| | Christophe Blanckaert    | PA                       | ECO                      | 1 426        | 3,58         |             |             |
| | Émeline Lucien           | REC                      | REC                      | 1 172        | 2,94         |             |             |
| | Olivier Carraud          | LO                       | DXG                      | 663          | 1,67         |             |             |
| Votes valides                                                                                         | Votes valides            | Votes valides            | Votes valides            | 39 810       | 98,01        | 35 472      | 91,28       |
| Votes blancs                                                                                          | Votes blancs             | Votes blancs             | Votes blancs             | 535          | 1,32         | 2 346       | 6,04        |
| Votes nuls                                                                                            | Votes nuls               | Votes nuls               | Votes nuls               | 274          | 0,67         | 1 042       | 2,68        |
| Total                                                                                                 | Total                    | Total                    | Total                    | 40 619       | 100          | 38 860      | 100         |
| Abstention                                                                                            | Abstention               | Abstention               | Abstention               | 49 973       | 55,16        | 51 747      | 57,11       |
| Inscrits / participation                                                                              | Inscrits / participation | Inscrits / participation | Inscrits / participation | 90 592       | 44,84        | 90 607      | 42,89       |

### Élections de 2024
| Candidat                 | Candidat                 | Parti et coalition       | Nuances                  | Premier tour | Premier tour | Second tour | Second tour |
| Candidat                 | Candidat                 | Parti et coalition       | Nuances                  | Voix         | %            | Voix        | %           |
| ------------------------ | ------------------------ | ------------------------ | ------------------------ | ------------ | ------------ | ----------- | ----------- |
|                          | Antoine Golliot          | RN                       | RN                       | 23 974       | 43,15        | 27 176      | 50,45       |
|                          | Olivier Barbarin         | PS (NFP)                 | UG                       | 16 095       | 28,97        | 26 687      | 49,55       |
|                          | Jean-Pierre Pont         | RE (ENS)                 | ENS                      | 11 601       | 20,88        | Retrait     | Retrait     |
|                          | Jean-Luc Viudes          | LR (UDC)                 | LR                       | 2 596        | 4,67         |             |             |
|                          | Pierre Langlet           | LO                       | EXG                      | 1 298        | 2,34         |             |             |
|                          |                          |                          |                          |              |              |             |             |
| Suffrages exprimés       | Suffrages exprimés       | Suffrages exprimés       | Suffrages exprimés       | 55 564       | 97,85        | 53 863      | 94,49       |
| Votes blancs             | Votes blancs             | Votes blancs             | Votes blancs             | 869          | 1,53         | 2 306       | 4,05        |
| Votes nuls               | Votes nuls               | Votes nuls               | Votes nuls               | 351          | 0,62         | 835         | 1,46        |
| Total                    | Total                    | Total                    | Total                    | 56 784       | 100          | 57 004      | 100         |
| Abstention               | Abstention               | Abstention               | Abstention               | 34 122       | 37,54        | 33 918      | 37,30       |
| Inscrits / participation | Inscrits / participation | Inscrits / participation | Inscrits / participation | 90 906       | 62,46        | 90 922      | 62,70       |

#### Département du Pas-de-Calais
- La fiche de l'INSEE de cette circonscription : « Tableaux et Analyses de la cinquième circonscription du Pas-de-Calais », sur insee.fr, site de l'Institut national de la statistique et des études économiques (consulté le 10 juin 2007) [PDF]
- « Tous les députés du département du Pas-de-Calais depuis 1789 », sur assemblee-nationale.fr, site de l'Assemblée nationale française (consulté le 10 juin 2007)
- « Informations contentieuses sur le département du Pas-de-Calais (Élections législatives de 2002) »(Archive.org • Wikiwix • Archive.is • Google • Que faire ?), sur conseil-constitutionnel.fr, site du Conseil constitutionnel (consulté le 13 juin 2007)

#### Circonscriptions en France
- « Carte des circonscriptions législatives en France », sur assemblee-nationale.fr, site de l'Assemblée nationale française (consulté le 10 juin 2007)
- « Résultats électoraux officiels en France »(Archive.org • Wikiwix • Archive.is • Google • Que faire ?), sur interieur.gouv.fr, site du ministère de l'Intérieur (France) (consulté le 13 juin 2007)
- Description et Atlas des circonscriptions électorales de France sur Atlaspol, site de cartographie géopolitique, consulté le 13 juin 2007.